# Thomas Champion
Thomas Champion (Saint-Sébastien-sur-Loire, 8 de setembro de 1999) é um ciclista profissional francês membro da equipa Cofidis de categoria UCI WorldTeam.

## Biografia
Em agosto de 2020 distinguiu-se entre os profissionais ao conseguir a quarta praça no Tour de Saboia Mont-Blanc, depois de vestir a camisola de líder dos jovens. No mesmo mês, terminou nono na Ronde d'Isard, uma corrida famosa para escaladores emergentes. No mês de setembro assinou seu primeiro contrato profissional com a equipa UCI WorldTeam Cofidis.
Em agosto de 2022 a equipa selecionou-o para participar na Volta a Espanha.

## Palmarés
- Ainda não tem conseguido vitórias como profissional.

## Resultados em Grandes Voltas
| Corrida | Corrida         | 2021 | 2022 | 2023 |
| ------- | --------------- | ---- | ---- | ---- |
|         | Giro d'Italia   | —    | —    | 66.º |
|         | Tour de France  | —    | —    | —    |
|         | Volta a Espanha | —    | 98.º | —    |

—: Não participa

Ab.: Abandona

## Equipas
- Cofidis (2021-)